# 米歇尔·劳德鲁普
米歇尔·劳德鲁普（丹麥語：Michael Laudrup，丹麥語發音：[ˈmiˌkʰɛˀl ˈlɑwˀtʁɔp]，1964年6月15日—），是一名丹麦前職業足球員，退役後擔任主教练，球員時期司職中场，曾效力布隆德比、尤文图斯、巴塞罗那、皇家马德里等。教练时期曾执教丹超球队布隆德比，西甲球队赫塔费、皇家馬略卡，俄超球队莫斯科斯巴達和英超球队史雲斯。

## 球员生涯
球员时代的劳德鲁普曾经效力於尤文图斯、拉齐奥、巴塞罗那、皇家马德里、阿贾克斯等欧洲顶级球队，并获得过7个联赛冠军和1个歐洲冠軍球會盃冠军。凭借一个“4+1”的西甲五连冠的彪炳成绩，他还被评选为西班牙25年（1974-1999年）最佳外援。他也是2003年丹麦足协提交欧洲足联代表丹麦的50周年庆“黄金球员”，即是丹麥50年來的最佳球員。

國際賽方面，他早從1984歐洲杯時就隨丹麥征戰一級國際賽，也是丹麥1986首次通過世界杯資格賽的一員，合計參加過三屆歐洲杯和兩屆世界杯。然而，丹麥國家隊隊史最光榮的1992年歐洲國家盃一戰中，則意外的沒有他的身影：起因於他和弟弟布萊恩在1990年－該屆歐洲杯資格賽才剛開始時－和教練尼爾森起了不小的爭執，最後兩人退出國家隊，而丹麥最後在資格賽只能排小組第二，沒有晉級正賽的資格。沒想到該小組第一的南斯拉夫最後因為內戰而被禁賽，同組第二的丹麥在歐洲盃開打前兩周接獲歐洲足總的通知得以遞補出賽，此時尼爾森趕緊詢問了有參加資格賽的國腳們是否能撥空前來（這時間點是在大多數聯賽都剛結束不到一個月，大部分歐洲足球員正開始放假的時候），也包含了勞德魯普兄弟。兩人效力的俱樂部當年的成績（米歇爾所在的巴塞隆納在西甲是奮戰到最後一輪才以1分之差贏過皇馬獲勝，而歐冠則是一路達到了歐洲盃開幕前三周的決賽並奪冠；然而布萊恩效力的拜仁慕尼黑成績平庸，各項杯賽早早出局，在德甲則是不上不下的第10名，沒有歐洲賽也不擔心保級的他們早在四月就沒有戰績壓力）大大影響了兩人的想法，整年賽事並非太忙碌的布萊恩此時回心轉意，決定隨隊征戰瑞典；米歇爾則因此做出了可能是球員生涯最讓他後悔的決定：為了下一季而休息，不參加這次奪冠機會看似不高的大賽。想不到，丹麥最後在正賽中大放異彩，最後甚至是連續親手淘汰了最被看好的衛冕軍荷蘭和應屆世界杯冠軍德國，大爆冷門的奪下了實至名歸的冠軍，這次歐洲國家杯也成了兄弟倆等身的榮譽中最大的差別。不過，米歇爾還是在歐洲盃結束不久後回歸國家隊，更一度成為國家隊隊長，雖然未能通過1994世界杯資格賽也沒能在1996歐洲盃衛冕，但在首次擴編至32隊參賽的1998世界杯，丹麥直到八強賽才以2比3惜敗給最後的亞軍巴西，這次八強至今仍是丹麥在世界杯上最好的成績，再度有傑出表現的兄弟兩人在入選本屆賽事最佳陣容後正式退出國家隊，算是留下完美的結尾。

## 技術風格
米歇尔·劳德鲁普是是一位有创造力的球员，他是如此的优雅以至于人们戏称他是穿着燕尾服踢球的运动员。
劳德鲁普是一对一的大师，也拥有惊人的视野，许多的妙传都是在不看传球目标的情况下完成的。在那个年代，劳德鲁普被认为是世界上最好的传球手。多年来，有一条著名的彰显劳德鲁普神奇表演的横幅挂在诺坎普球场的看台上。

## 教练生涯
退役后的劳德鲁普出任过丹麦国家队的助理教练，其后在国内任教布隆德比，获得了两次丹麦年度最佳教练奖。

## 个人
劳德鲁普的弟弟布莱恩·劳德鲁普也是著名足球运动员。

## 榮譽
球員時代:
祖雲達斯
- 意甲聯賽冠軍: 1985-1986
- 洲際盃冠軍: 1985

巴塞隆拿
- 西甲聯賽冠軍: 1990-1991, 1991-1992, 1992-1993, 1993-1994
- 西班牙國王盃冠軍: 1990
- 西班牙超級盃冠軍: 1991, 1992
- 歐洲冠軍球會盃冠軍: 1992
- 歐洲超霸盃冠軍: 1992

皇家馬德里
- 西甲聯賽冠軍: 1994-1995

阿積士
- 荷甲聯賽冠軍: 1997-1998
- 荷蘭盃冠軍: 1998

丹麥國家隊
- 洲際國家盃冠軍: 1995

個人
- 1982, 1985年 丹麥足球先生
- 1982年 邦比最佳球員 [3]
- 西班牙聯賽25年（1974-1999年）最佳外援
- FIFA　100
- 丹麥足球名人堂 (2006年)[4]

教練時代:
布隆德比
- 丹麥超級聯賽冠軍: 2004-2005
- 丹麥盃冠軍: 2003-2004,2004-2005
- 丹麥超級盃冠軍: 2002, 2005

斯旺西
- 英格蘭聯賽盃冠軍: 2012-2013

莱赫维亚
- 卡塔尔星级足球联赛冠軍: 2014-2015
- 卡塔尔王储杯冠軍: 2015

個人
- 2003, 2005年 丹麥最佳領隊

其他榮譽:
- 2008年 丹麥世界公民[5]

## 外部連結
- BDFutbol player profile （页面存档备份，存于）
- BDFutbol manager profile （页面存档备份，存于）
- Danish national team profile （页面存档备份，存于） （丹麦文）
- Brøndby IF profile （丹麦文）
- Transfermarkt profile
- 米歇尔·劳德鲁普 – FIFA國際賽競賽紀錄 (存檔)